# Valkenboskwartier (Den Haag)
Valkenboskwartier is de naam van een buurt en tevens de (verkorte) naam van de wijk Valkenboskwartier en Heesterbuurt in het stadsdeel Segbroek in Den Haag. 
De buurt Valkenboskwartier, ook bekend onder de naam Valkenbosbuurt, grenst aan de buurten Oostbroek-Noord, Heesterbuurt, Bomenbuurt en Regentessekwartier. De grenzen van de buurt zijn de Loosduinseweg, de Valkenboskade, de Laan van Meerdervoort en de Beeklaan.
De wijk Valkenboskwartier en Heesterbuurt, ook bekend onder de naam Valkenboskwartier, bestaat uit de buurten Valkenboskwartier en Heesterbuurt. De wijk grenst aan de wijken Rustenburg en Oostbroek, Vruchtenbuurt, Bomen- en Bloemenbuurt en Regentessekwartier. De grenzen van de wijk zijn de Loosduinseweg, de Kamperfoeliestraat, de Mient, de Laan van Eik en Duinen, de Laan van Meerdervoort en de Beeklaan.
De buurten Valkenboskwartier en Regentessekwartier worden vaak in één adem genoemd (bijvoorbeeld onder de naam Reva). Deze twee buurten werden bijvoorbeeld tot eind 2014 vertegenwoordigd door één bewonersorganisatie.
De buurt Valkenboskwartier en delen van de aangrenzende buurten Regentessekwartier en Duinoord worden samen officieus de Uitvinderswijk genoemd, dit vanwege de vele straten die vernoemd zijn naar uitvinders en wetenschappers.
De buurt is een van de 19 beschermde stadsgezichten van Den Haag.

## Geschiedenis
Het Valkenboskwartier is genoemd naar buitenplaats Valkenbosch, een landgoed met herenhuis. De buitenplaats lag ongeveer ter hoogte van de Valkenboskade, de Weimarstraat en de Mient. Het huis werd in 1857 afgebroken.
De Beeklaan vormt de oostgrens van de buurt en is genoemd naar de Westerbeek die hier vroeger stroomde. De Westerbeek was voor ze gedempt werd de grens tussen twee polders: de Mientpolder en 't Kleine Veentje. Tot 1903 vormde deze beek tevens de grens tussen de gemeentes Den Haag en  Loosduinen. Tot in de 18e eeuw waren er in het gebied een paar boerderijen, enkele buitenplaatsen en een herberg te vinden aan wat nu de Beeklaan en de Loosduinseweg is. Vanaf de herberg 'De Vink' vertrokken boten het Westland in en een diligence naar 's-Gravenzande. De herberg stond op de plek waar nu het café 'Vanouds de Vink' te vinden is, op de hoek van de Loosduinseweg. In de 18e kwamen er een paar molens bij, ook vestigden zich wasserijen die gebruik maakten van het schone beekwater en de braakliggende terreinen als bleekweide benutte. Tot in de 19e eeuw stonden er nog maar weinig huizen in dit gebied. Alleen in 't Kleine Veentje was het Zeeheldenkwartier gebouwd. Ongeveer 1870 kwam er meer bebouwing aan wat toen de rand van de stad was. Zo verrees er het vuilnisverwerkingsbedrijf As- en Vuilnisstaal in 1871 en werd in 1875 de gemeentelijke gasfabriek aan de Gaslaan gebouwd. Voor de arbeiders van deze bedrijven kwamen hofjeswoningen aan de Westerstraat, de Teellustlaan, de Van Geenstraat en de Tripstraat - deze straten zijn inmiddels verdwenen of hernoemd. Als gevolg van de industriële revolutie verhuisden steeds meer mensen van het platteland naar de stad omdat daar werk was in de nieuwe industrieën. Rond 1885 rukte de bebouwing op vanaf de binnenstad in de richting van de toenmalige grens met de gemeente Loosduinen, de huidige Beeklaan.
In 1875 woonden er 100.000 mensen in Den Haag, vijfentwintig jaar later was dit verdubbeld en in 1913 telde Den Haag rond de 300.000 inwoners. In 1900 was het Regentessekwartier nagenoeg volgebouwd, de bouw was gevorderd tot de Westerbeek/Beeklaan. De bouw van het Valkenboskwartier startte in 1903. De gemeente Den Haag had in de jaren daarvoor al veel terrein in het gebied aangekocht maar mocht er geen woningen bouwen. De grond was deel van de gemeente Loosduinen en de huizen zouden te veraf komen te liggen voor de Loosduinse politie en brandweer. Na een grenswijziging in 1902 viel het gebied onder Den Haag en was het bezwaar vervallen. Er werden woningen gebouwd voor de middenstand en de beter betaalde arbeider. Tevens vestigden zich enkele fabrieken in het gebied, zoals Jan Jaarsma's haarden- en kachelfabriek in de Fahrenheitstraat.

## Karakter van de wijk
Het stratenplan van de wijk is een voortzetting van het Regentessekwartier waarvan de bouw aan het einde van de 19e eeuw startte. Het Valkenboskwartier was - net als het Regentessekwartier - bedoeld voor de middenstand en de beter betaalde arbeider. Typerend voor het Valkenboskwartier is het diagonale verloop van de hoofdstraat, de Valkenboslaan. Andere kenmerkende elementen zijn de vaak lange ononderbroken gevelwanden en de geringe diepte van de bouwblokken.
De bestemmingen en bebouwing van de wijk zijn vanaf haar ontstaan veranderd. Door demping van de Afzanderijvaart en de Loosduinsevaart en het rooien van bomen ging het oorspronkelijk landelijke karakter verloren. In de jaren dertig van de 20ste eeuw startte men met het saneren van de bebouwing. Industriële gebouwen maakten plaats voor woningen. Ook slechte huizen, waaronder de arbeidershofjes, werden gesloopt en een aantal straten verdween. Daarvoor in de plaats kwamen blokken portiekwoningen die in die tijd populair waren.
In het begin van de 21ste eeuw is een aantal panden aan de zijde van de Loosduinseweg gesloopt. Het betrof verpauperde beneden- en bovenwoningen. Scala Architecten maakte het ontwerp voor nieuwe bebouwing in drie straten: Noorderbeekstraat, Vinkensteynstraat en Teijlerstraat. Deze straten zijn ontworpen in de stijl van de oude architectuur van het Valkenboskwartier met erkers, versierde gevels en sierbanden in het metselwerk.

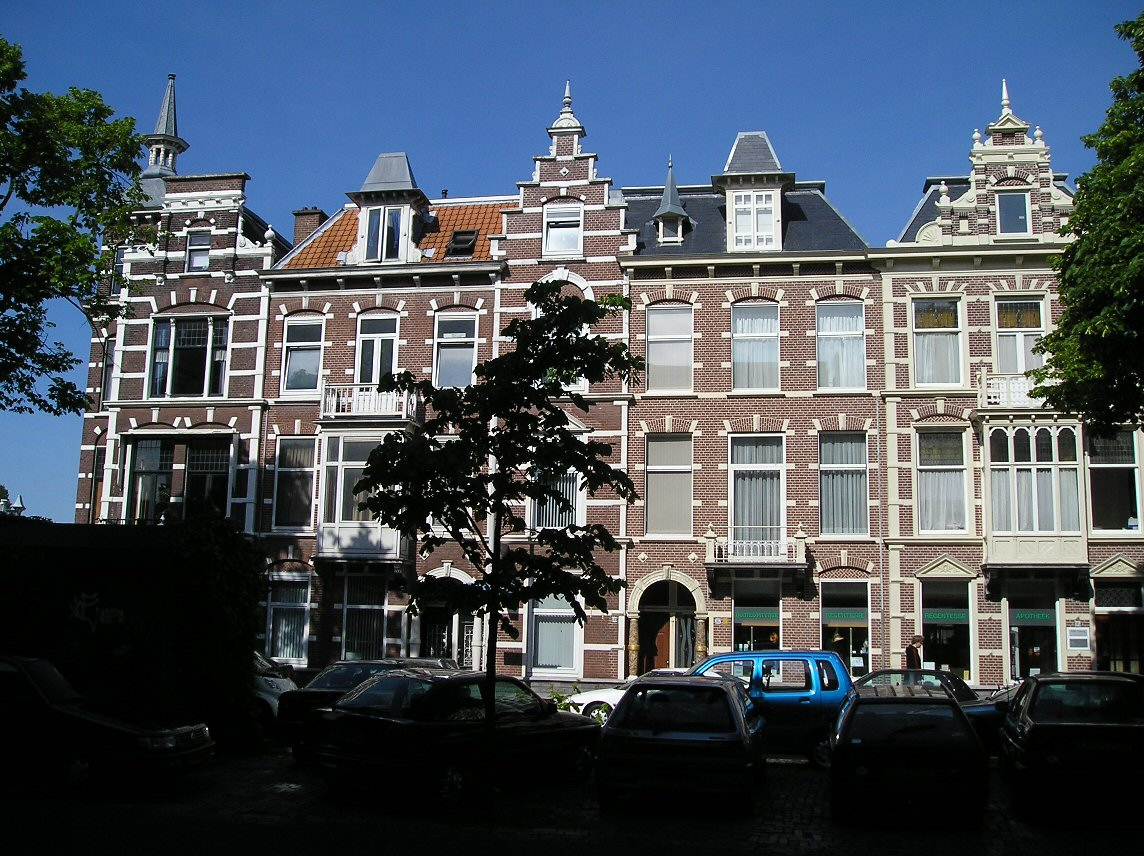
Regentesselaan
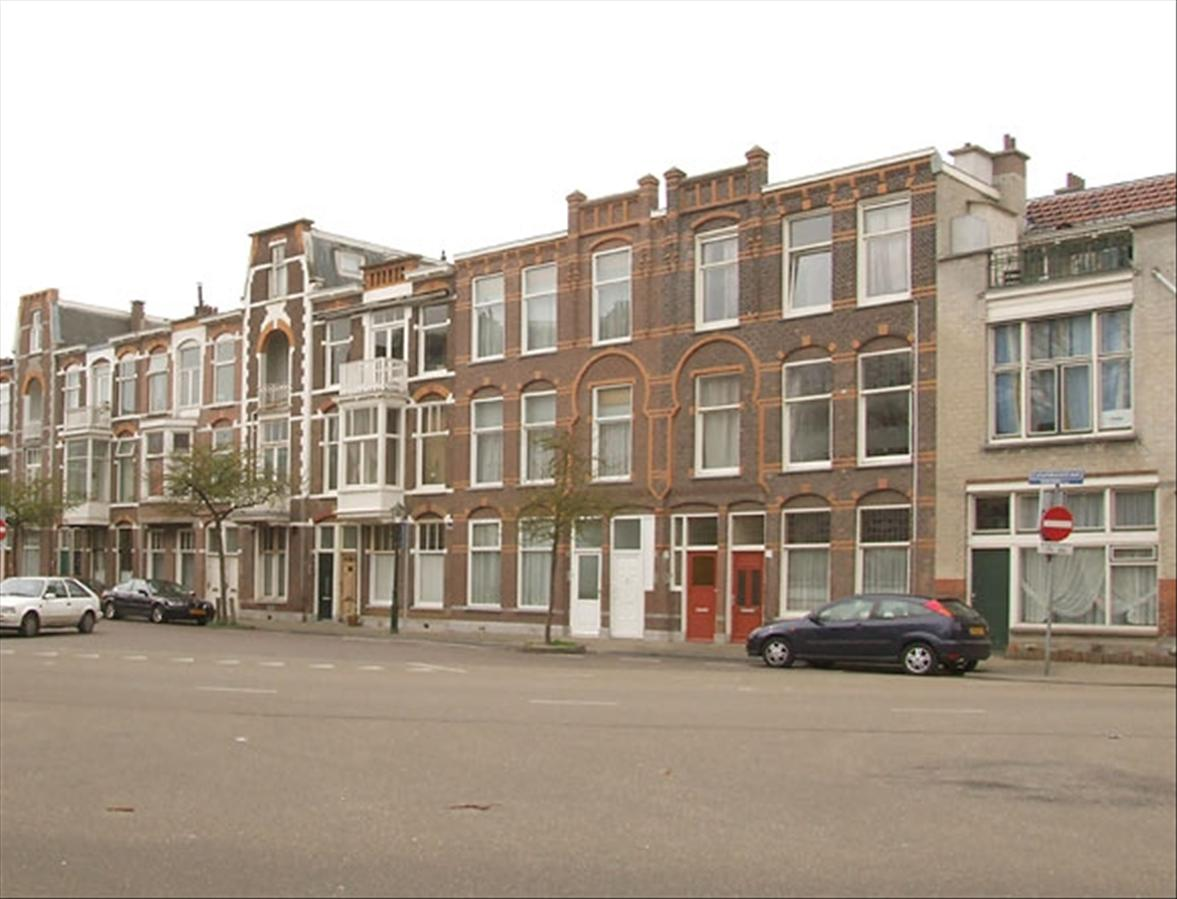
Columbusstraat

## Demografie
In 2008 telde het Valkenboskwartier 10.719 inwoners. In de wijk had in 2008 48 procent van de bevolking twee ouders die in Nederland waren geboren, en 52 procent ten minste één ouder die in het buitenland was geboren. De meeste inwoners met een migratieachtergrond in het Valkenboskwartier hebben een (gedeelde) afkomst uit Suriname of een 'Westers land'. Het percentage dat een 'westerse' migratieachtergrond heeft ligt op 15%, het aantal Hagenaars met een Surinaamse achtergrond beslaat in het Valkenboskwartier 18%. Er woonden in 2008 weinig mensen met een migratieachtergrond uit Turkije of Marokko, respectievelijk 4% en 3%. De wijk telt veel eenpersoonshuishoudens: bijna 48% van de bewoners is alleenstaand, 44% van de bewoners woont samen of is getrouwd hiervan heeft 40% kinderen, daarnaast telt de wijk 8% eenoudergezinnen. Dit beeld is in lijn met de algehele bevolkingssamenstelling van Den Haag.

## Bekende Nederlanders uit het Valkenboskwartier
- Willem Drees (Beeklaan)

- Mensje van Keulen (Fultonstraat)

## Openbaar vervoer
In 1882 ging de eerste rail-lijn langs dit gebied rijden; de WSM-stoomtram tussen Loosduinen en de Lijnbaan, langs de Loosduinse vaart. In 1932 werd deze teruggetrokken tot Loosduinen. In 1906 kwam de eerste elektrische tramlijn op het Valkenbosplein. Dat was lijn 3. In 1907 kwam tramlijn 7 daar bij. De keerlus lag gewoon op straat. In 1916 ging tramlijn 5 door de Weimarstraat rijden. In 1928 ging tramlijn 20 dat ook doen. Lijn 5 reed eerst via Valkenboslaan naar Loosduinseweg. In 1928 ging lijn 5 lijn 20 (vanaf 1948 werd dit lijn 2) achterna over de Mient. Op de Valkenboslaan hebben daarna nog lijn 14 en 15 gereden. De Valkenboslaan werd in 1958 tramloos (opheffing lijn 15), en de Weimarstraat in 1963 (opheffing lijn 2&5). Lijn 7 en 14 werden in 1966 opgeheven. In 1983 keerde de tram na 51 jaar terug langs de Loosduinse vaart; nu als lijn 2. Lijn 3 rijd in 2022 al 107 jaar over de Laan van Meerdervoort, "boven" de wijk. Sinds 2007 als RandstadRail 3. Sinds 2020 komt RandstadRail 34 lijn 3 versterken.